# كارون باتلر
كارون باتلر (بالإنجليزية: Caron Butler)‏ مواليد 13 مارس 1980، هو لاعب كرة سلة أمريكي يلعب مع فريق ديترويت بيستونز في الرابطة الوطنية لكرة السلة ويحمل الرقم 31. يبلغ طوله 6 قدم 7 بوصة (2.0 م).

## فرق لعب لها
- ميامي هيت
- لوس أنجلوس ليكرز
- واشنطن ويزاردز
- دالاس مافيريكس
- لوس أنجلوس كليبرز
- ميلووكي باكز
- أوكلاهوما سيتي ثاندر
- ديترويت بيستونز

## روابط خارجية
- كارون باتلر على موقع الاتحاد الدولي لكرة السلة (الإنجليزية)
- كارون باتلر على موقع إن بي أي (الإنجليزية)
- كارون باتلر على موقع سبورتس رفرنس (الإنجليزية)
- كارون باتلر على موقع كرة السلة الأوروبية.كوم (الإنجليزية)
- كارون باتلر على موقع إي إس بي إن.كوم (الإنجليزية)
- كارون باتلر على موقع كلية كرة السلة في سبورتس رفرنس.كوم (الإنجليزية)
- كارون باتلر على موقع ريلجم (الإنجليزية)
- كارون باتلر على موقع بروبوليرز (الإنجليزية)
- كارون باتلر على موقع سبورتس رفرنس (الإنجليزية)